# Xã Jackson, Quận Dearborn, Indiana
Xã Jackson (tiếng Anh: Jackson Township) là một xã thuộc quận Dearborn, tiểu bang Indiana, Hoa Kỳ. Năm 2010, dân số của xã này là 1.705 người.